# 哀愁物語 -哀愁にさようなら-
「哀愁物語 -哀愁にさようなら-」（あいしゅうものがたり あいしゅうにさようなら）は、村下孝蔵・中林由香の楽曲。1987年5月21日にCBSソニーよりシングルが発売された。

## 解説

### 哀愁物語 -哀愁にさようなら-
村下のデビュー8年目、11枚目のシングルとして発売された。また、同年発売のアルバム『陽だまり』の8曲目として収録された。
冒頭部は村下と中林のデュエット、中部は村下と中林の交互ソロ、サビは村下と中林のデュエットとなる。2番構成、最後はサビを一部省略で1回繰り返し、後奏でフェードアウトする。

### 美し過ぎるミステイク
B面に収録された曲。この曲はアルバムに入らず、ベスト盤の『歌人II』の9曲目に入った。
冒頭からサビ直前まで中林と村下の交互ソロ、サビは村下と中林のデュエットとなる。2番構成、2番の後から短い歌詞をはさんでサビを特別な歌詞で1回繰り返し、後奏でフェードアウトする。

## デュエットの理由
普段シンガーソングライターとして歌っていた村下が、この2曲のみデュエットで歌うという珍しい事態となったのには、デュエット相手である中林由香側の事情によるところが大きい。
中林は村下と同郷の高校生で、音楽祭で優勝したのをきっかけとして村下の事務所にスカウトされ、この前年『わが子よVI』の主題歌「輝きたいの」でデビューした。しかしこれが売れず、苦肉の策として新曲を、既に人気歌手であった村下とのデュエットとすることにした。
しかし中林は結局、学業と歌手業を両立出来ず、この直後音楽界を去って学生に戻っており、これが最後の曲となった。

## 収録曲
- 全曲、作詞:阿久悠／作曲:村下孝蔵／編曲:水谷公生

1. 哀愁物語 -哀愁にさようなら-
2. 美し過ぎるミステイク

## その他
シングルのジャケットは、村下と中林を意識したとおぼしき男女が、昭和30年代の映画館の手書き看板風の絵で描かれており、異彩を放っている。